# ウォルトン (企業)
ウォルトン (ベンガル語: ওয়াল্টন),英語:Walton） はバングラデシュの総合家電メーカーである。Walton Hi-Tec Bangladesh Ltd.とも表記される。子会社にWalton Motors、Walton Mobile、Walton Electronicsがある。同社の標語は、"Made in Bangladesh"。

## 沿革
1977年にS.M. Nazrul IslamによりRBグループの子会社として設立された。
当初は家電輸入会社であったが、2006年に自ら自社ブランド生産に乗り出した。今や、冷蔵庫、テレビは韓国ブランドを抜いて国内販売シェア１位になった。 2008年には冷蔵庫とオートバイ、エアコンは2010年に商業生産を開始した。最終的には、これらのセクターで DVD プレーヤーや携帯電話、液晶テレビ、電子レンジなどの製造を開始した。
二輪車もホンダなどに次いで４位に食い込む。これらの製品の輸出も2010年から始め、ミャンマーや中東、アフリカなど１７カ国を数える。2011年度の売上高は前年度比4割増の3億ドル（約300億円）だった。国内には3千店の販売網があり、「購入後半年は不具合があれば無料交換、5年間は修理無料」というアフターサービスも人気を集める。
さらに早ければ2015年に乗用車の生産を開始する予定がある。